# Hölgyek fehér asztal mellett
A "Hölgyek fehér asztal mellett" (The Ladies Who Lunch) a Született feleségek (Desperate Housewives) című amerikai filmsorozat tizenhatodik epizódja. Az Amerikai Egyesült Államokban először az ABC (American Broadcasting Company) adó sugározta 2005.  február 27-én.

## Az epizód cselekménye
Hatalmas és igazán mocskos botrány kerekedik a békés kertvárosi utcácskában, amikor Maisy Gibbons-t letartóztatja a rendőrség - üzletszerű kéjelgésért. A pletyka gyorsan terjed, s hamarosan eljut Van De Kamp-ékhez is. A hab a tortán pedig az, hogy fény derül Maisy titkos fekete noteszére, benne az ügyfelei nevével… Fejtetűjárvány van az ikrek sulijában, s mindenki azt hiszi, hogy a Scavo-gyerekek terjesztik. Lynette azonban ezt nem hagyja annyiban, és jól megleckézteti a valódi "tettest". Szegény embert még az ág is húzza: Solis-éknál ugyanis visszafolyik a szennyvíz. Mivel pénzük nincs a javíttatásra, így nem marad más, a találékonyságukat kell bevetniük szükségleteik érdekében. Gabrielle ezért szokatlan lopásra szánja el magát… Edie, hogy kihúzza Susan-t a Mike okozta mély depresszióból, bulizni viszi. Susan pedig meglepő módon Edie személyében igazi szövetségesre lel. Bree bebizonyítja Gabrielle számára, hogy igaz barát a bajban.

## Mellékszereplők
- Doug Savant - Tom Scavo
- Sharon Lawrence - Maisy Gibbons
- Harriet Sansom Harris - Felicia Tilman
- Lisa Darr - Tammy Brennan
- Harry S. Murphy - Headmaster Lentz
- Mary-Pat Green - Nurse Abigail
- Jill Brennan - Tish Atherton
- Brent Kinsman - Preston Scavo
- Shane Kinsman - Porter Scavo
- Zane Huett - Parker Scavo
- Pat Crawford Brown - Ida Greenberg
- Glenn Taranto - Beépített rendőr
- Maria Cominis - Mona Clark
- Joshua Finkel - Country Club Maitre D'
- Heather Lee - Pletykás nő
- Sara Van Horn - Crossing Guard
- Cheyenne Wilbur - Lövő szomszéd
- Matthew Stephen Young - Kábeles

## Mary Alice epizódzáró monológja
- A narrátor, Mary Alice monológja az epizód végén így hangzik (a magyar változat alapján):

"Hát igen. A botrányt mindenki szereti. Legyen az akár kicsi, akár nagy. Hiszen mi lehetne élvezetesebb, mint a gazdagok és hatalmasok bukását nézni? Mi volna szórakoztatóbb, mint a képmutató bűnösök nyilvános megszégyenülését látni? Igen. A botrányt mindenki szereti. De ha a legutóbbit valamiért mégsem élveznéd; nos, a következő sem várat már soká magára."

## Epizódcímek szerte a világban
- Angol: The Ladies Who Lunch (Az ebédelő hölgyek)
- Francia: La plus belle pour me faire coffrer
- Német: Das kleine schwarze Buch (A kis fekete könyv)
- Olasz: Solidarietà femminile (Női szolidaritás)